# 흥례문

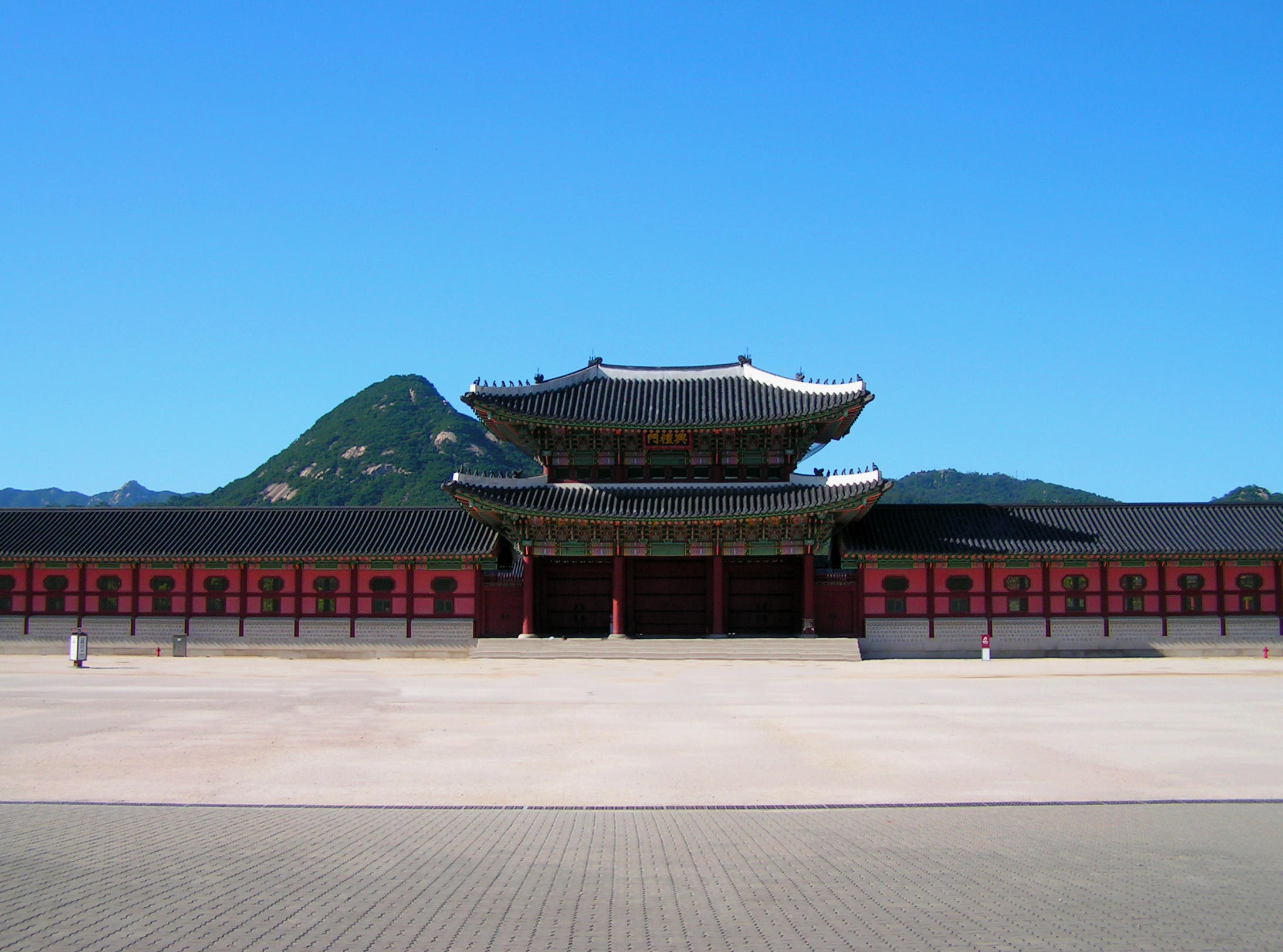
흥례문과 좌우행각

흥례문(興禮門)은 경복궁의 정문인 광화문과 근정전의 정문인 근정문 사이에 있는 중문으로, 정면 3칸, 측면 2칸의 중층 목조 건물이다. 원래는 1426년(세종 8년)에 집현전에서 ‘예禮를 널리 편다’는 뜻의 홍례문弘禮門으로 이름을 지어올렸는데, 1867년(고종 4년) 경복궁을 중건하면서 청나라 건륭제의 휘 홍력弘曆을 피휘하여 지금의 흥례문으로 이름을 바꾸었다.

## 역사

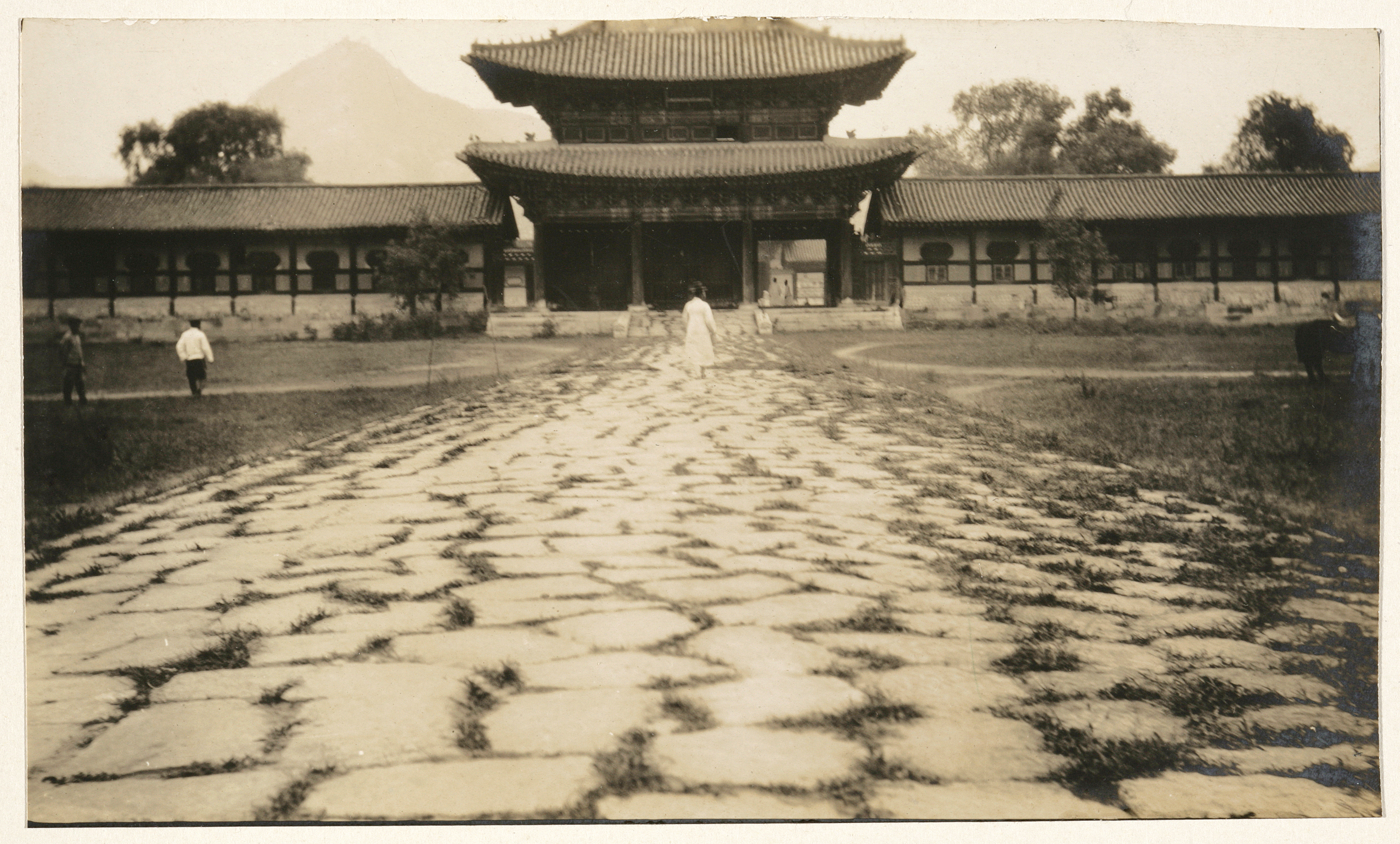
1906년의 흥례문, 국립민속박물관

경복궁을 처음 건축한 1395년(태조 4년)에는 오문午門이라고 했는데, 곧이어 정도전이 정문正門으로 개칭한다. 이후 1426년(세종 8년)에는 집현전 수찬修撰에게 명하여 경복궁 각 문과 다리의 이름을 정하게 하는데, 영제교, 일화문, 월화문, 광화문, 건춘문, 영추문과 함께 이 문의 이름을 홍례문弘禮門이라고 지었다.
이후 임진왜란 당시 경복궁이 불타고난 뒤에 버려졌으나, 고종때 경복궁을 중건하면서 이름을 흥례문興禮門이라 짓는다. 弘을 興으로 바꾼 것은 청나라 건륭제의 이름인 홍력弘歷을 피휘하기 위한 것이다.
일제강점기에는 조선총독부 신청사를 경복궁 내에 건축하기로 1912년에 결정됨에 따라, 조선물산공진회가 열린 1915년까지 흥례문 권역을 훼철하고 1916년부터 청사를 건축하며 유구의 파괴가 이루어졌다. 이 때 기별청을 제외하고 유화문과 흥례문 등 모든 유구들이 전부 파괴되었다. 이후 문민 정부 때 총독부 건물을 철거한 후 2001년 10월 26일에 다시 흥례문을 복원하였다. 이 때 근정문과 같은 규모라고 《궁궐지》와 〈북궐도형〉에 기록되었으나 그 세부 측량에서 근정문의 크기와 다른 점도 있었다. 복원할 때에는 유화문과 마찬가지로 유구가 모두 파괴되었기 때문에, 기록보다는 조금 작은 치수일지라도 근정문의 규모와 동일하게 복원했다.:129-130
흥례문 중앙에서 경복궁 안쪽을 들여다보면 영제교를 지나 근정문, 근정전이 차례로 일자로 서 있는 것을 볼 수 있다. 그리고 근정전에 가려 보이지는 않지만 근정문 뒷편의 사정전과 강령전, 교태전도 모두 일자로 배치되어 있다. 다만 경복궁의 정문이라 할 수 있는 광화문은 2006년 12월까지 한쪽으로 틀어져 있었는데, 일제가 조선총독부 건물을 지으면서 철거했던 것을 박정희 대통령이 복원하면서 원래의 위치가 아닌 조선총독부 건물에 맞추어 지었기 때문이다. 구 광화문은 철거되었고 한일 병합 조약 100주년인 2010년 8월 15일에 고종 중건 당시의 모습으로 복원되었다.
현판은 2001년에 설치하였다. 서예가인 정도준鄭道準이 쓰고 중요무형문화재 제106호 각자장 기능 보유자인 오옥진吳玉鎭이 새겼다.:166

## 권역

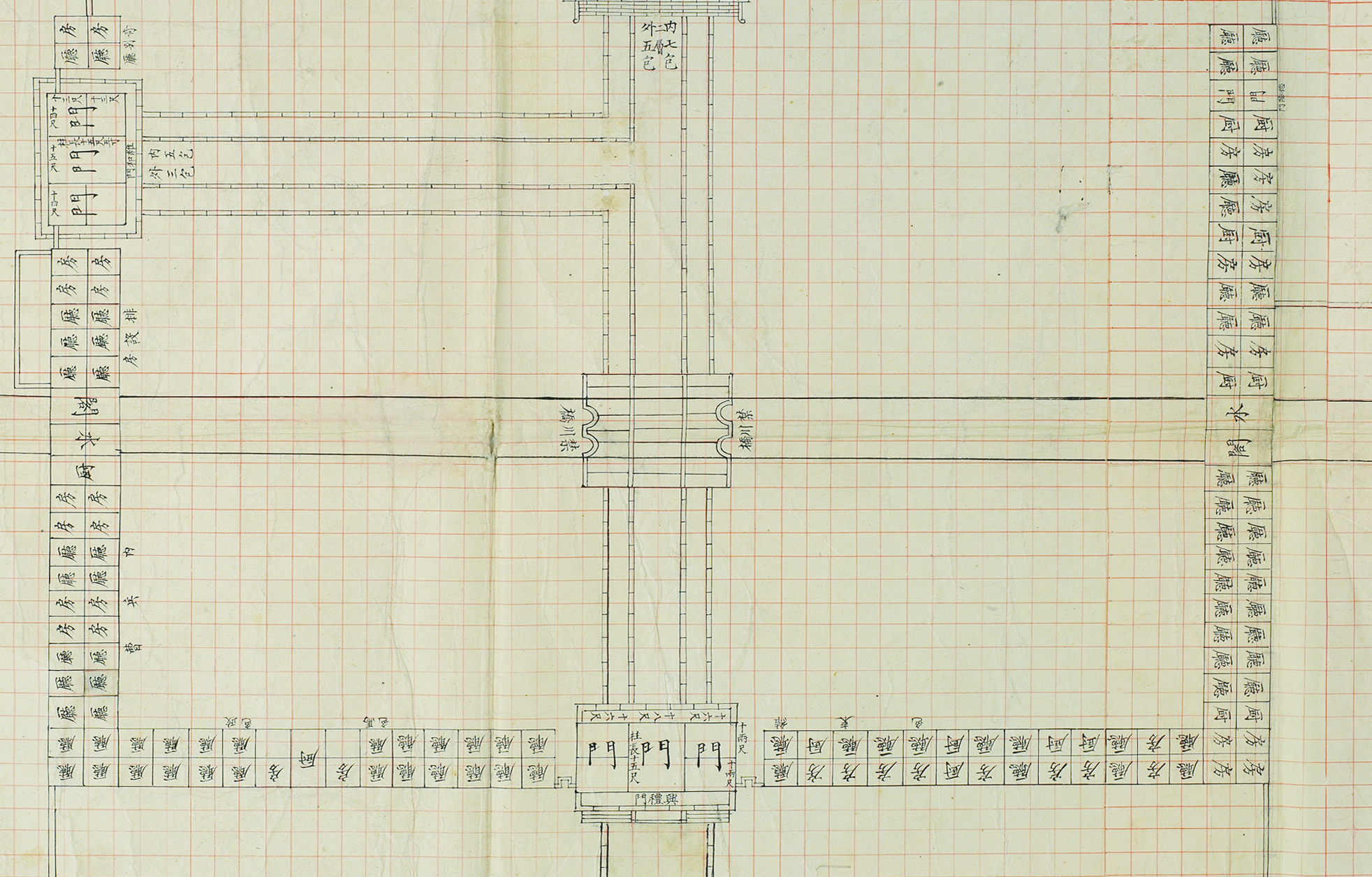
흥례문 권역 (북궐도형)

흥례문은 기본적으로 근정전 권역으로 분류되나, 세부적으로는 근정문 이남에 행각으로 둘러싸인 부분을 흥례문 권역으로 구분하기도 한다.:3 흥례문 권역의 모든 건물들은 1912년 조선총독부 청사를 건축할 때 훼철되었다가 2001년에 복원된 것이다. 임진왜란 이전을 그린 복수의 〈경복궁전도〉에는 외행각이 나타나있지 않아 경복궁 중건 당시에 지어진 것으로 추정한다.

### 유화문
유화문維和門은 궐내각사와 수정전 권역으로 통하는 문이다.

### 기별청
기별청奇別廳은 유화문의 북쪽에 위치한 시설로, 승정원에서 반포한 기별奇別을 작성하던 기관이었다. 복원 당시 초석 일부가 확인되었다.:131

### 영제교
경복궁의 금천인 영제천을 건널 수 있게 만들어진 돌다리이다.

### 외행각
편의상 근정문의 행각을 내행각으로, 흥례문의 행각을 외행각으로 구분한다. 외행각은 세부적으로 구분하자면 남쪽으로는 흥례문 좌우행각으로, 동쪽으로는 동행각으로, 서쪽으로는 서행각으로 구분한다.:122

#### 흥례문 좌우행각
흥례문 좌우에 위치한 행각이다. 흥례문 서측으로는 정색과 마색이, 동측으로는 결속색이 위치한다. 정색政色은 조선 후기 병조에 속한 부서로, 무선사武選司라 하던 것을 정조 연간에 바꾼 것이다. 임명사령장인 고신과 매년 정월에 봉급증표인 녹패 수여, 장병의 휴가처리 등 행정업무를 담당하였다.:123-124 마색馬色도 병조에 속하였으며 승여사乘輿司였던 것을 정조 연간에 바꾼 것이다. 왕의 수레나 가마, 행차시의 의장, 마굿간 등을 관리하였으며 관원이 지방으로 갈 때 역마를 제공하는 일도 맡았다.:124 결속색結束色은 도성과 대궐문의 개폐의 보류를 담당했다.:124

#### 동행각
동행각은 북측 2번째 칸에 동궁으로 통하는 덕양문德陽門이 위치했고, 그 남쪽에 금천인 대은암천 위로 수각이 설치되었다.

#### 서행각
서행각은 기별청과 유화문 남단에서 시작한다. 북측 제1칸에 배설방이 위치했고, 그 남쪽에 수각과 내병조가 자리잡았다. 배설방排設房은 궐내의 의례나 잔치 등 행사에 필요한 차일을 담당하던 부서다. 내병조內兵曹는 궁궐 내에 위치한 병조의 지부로 궁궐의 군사사무를 담당하는 출장소 역할을 했다.

## 갤러리

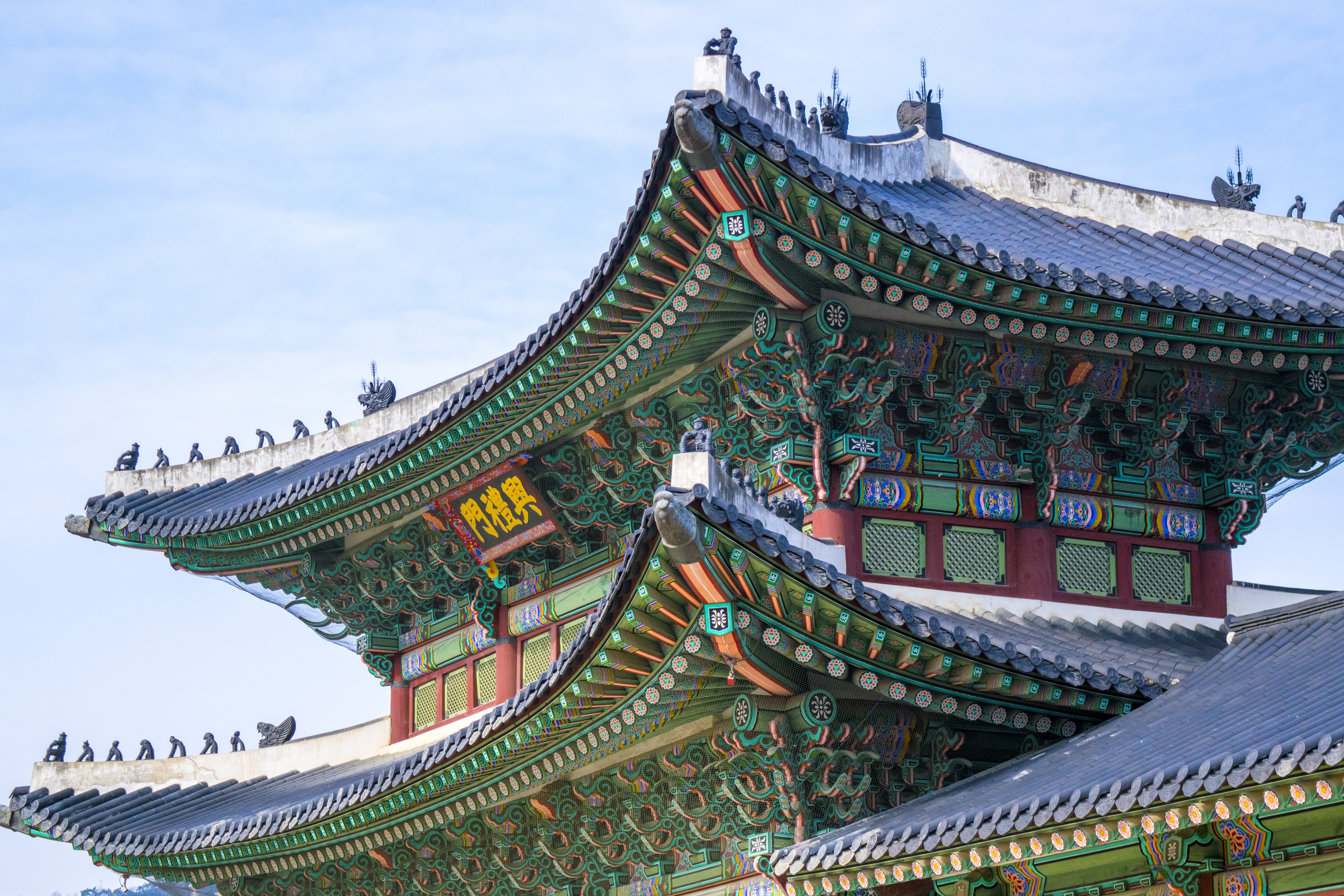
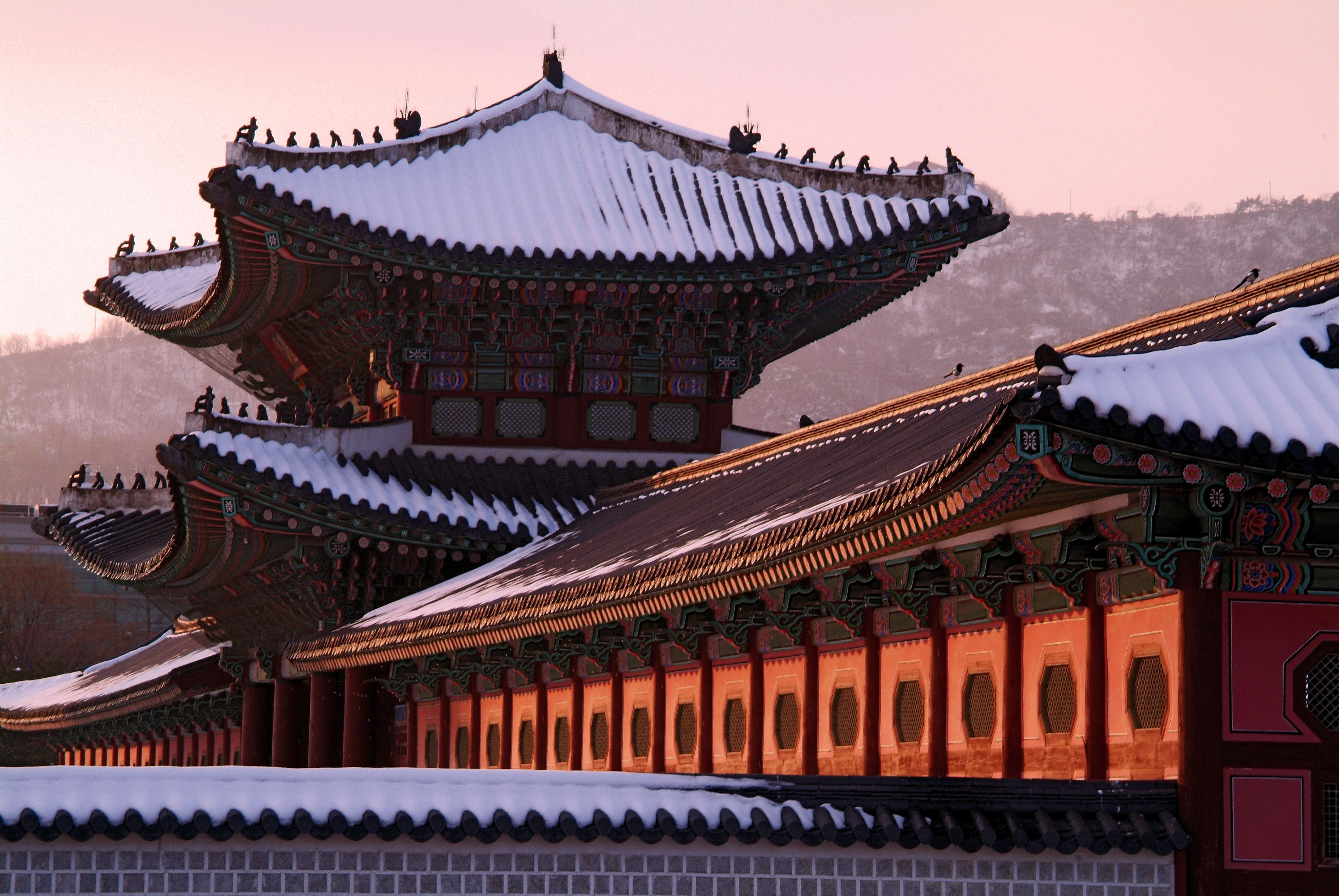
눈덮인 흥례문
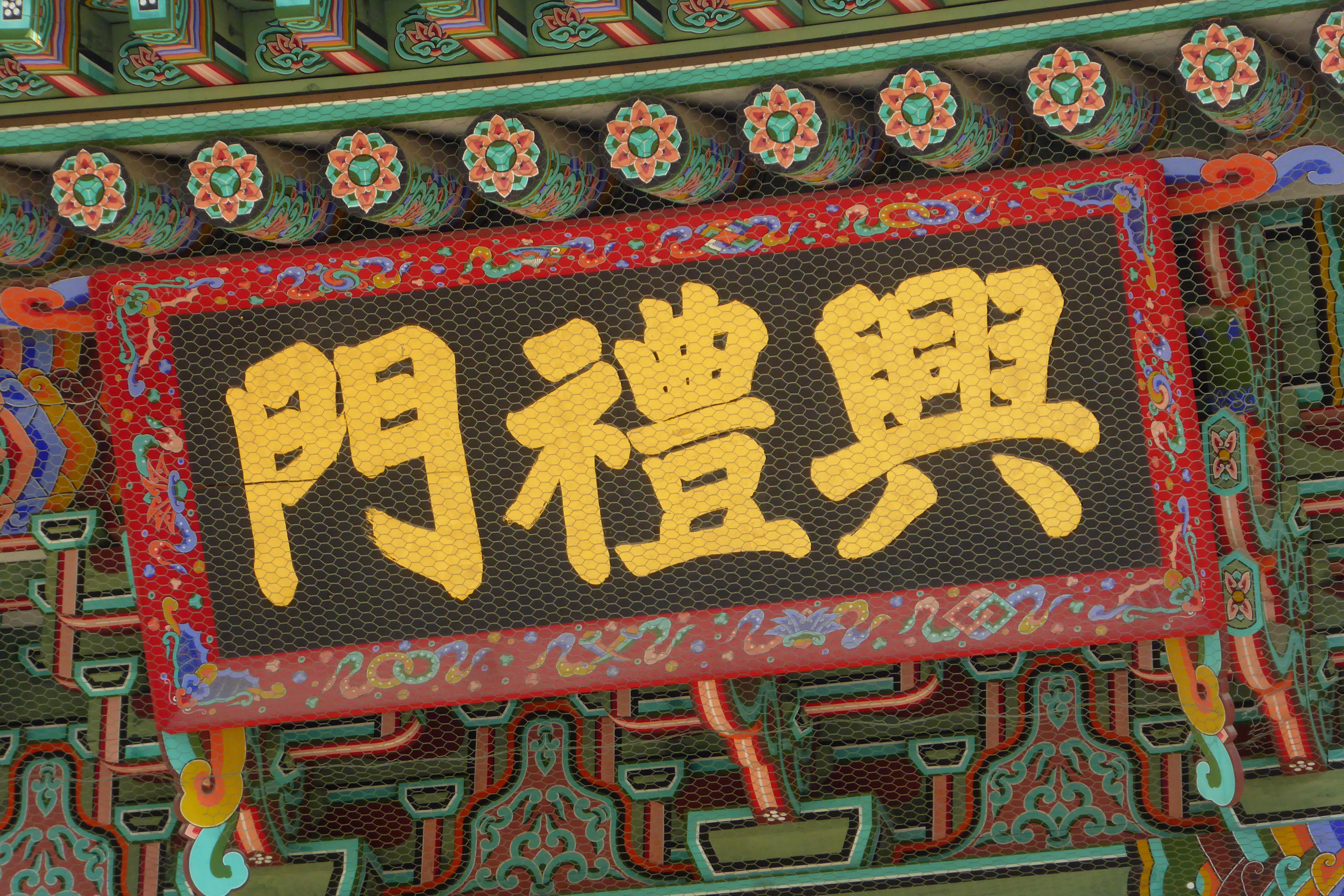
현판
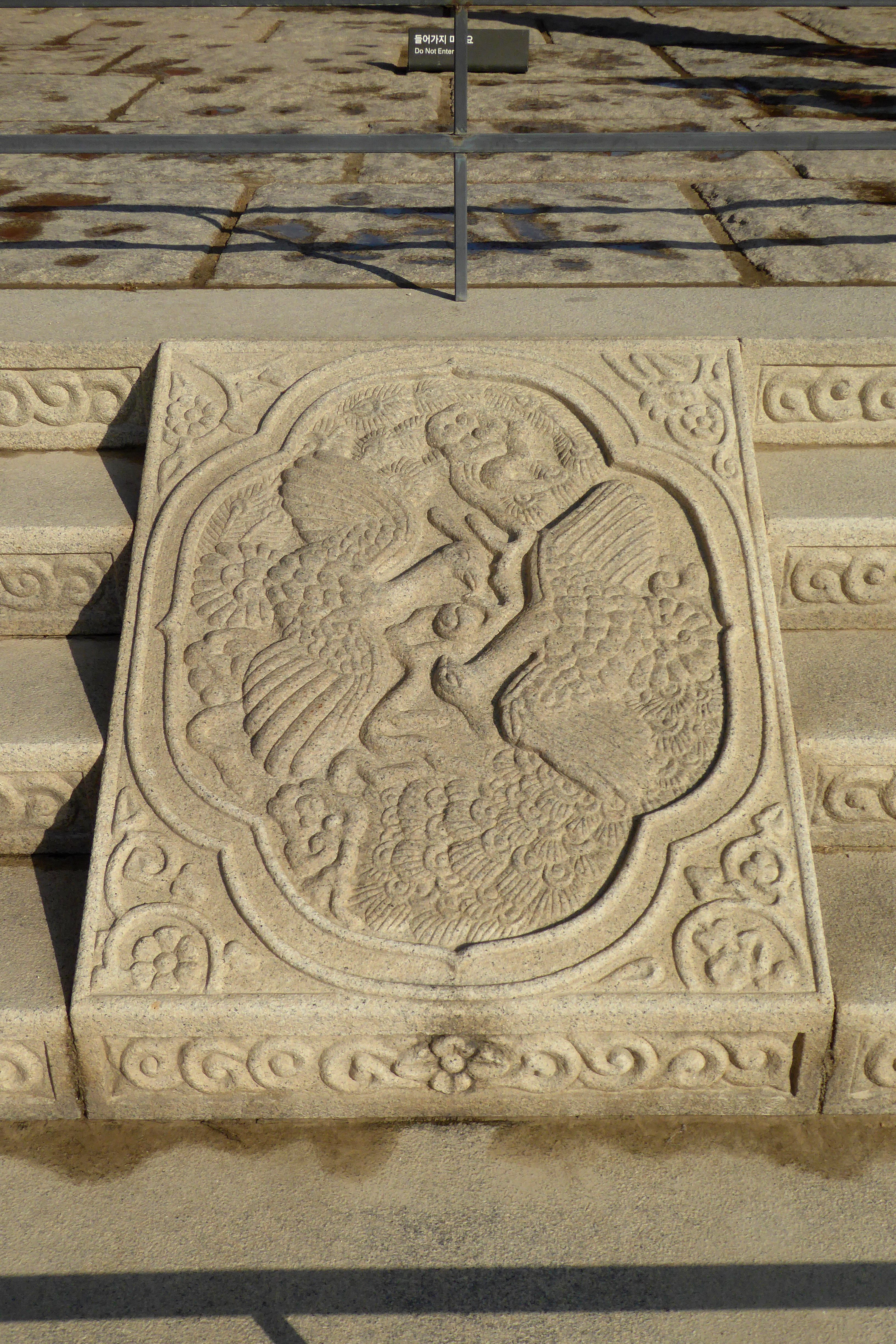
흥례문 앞 답도의 주작
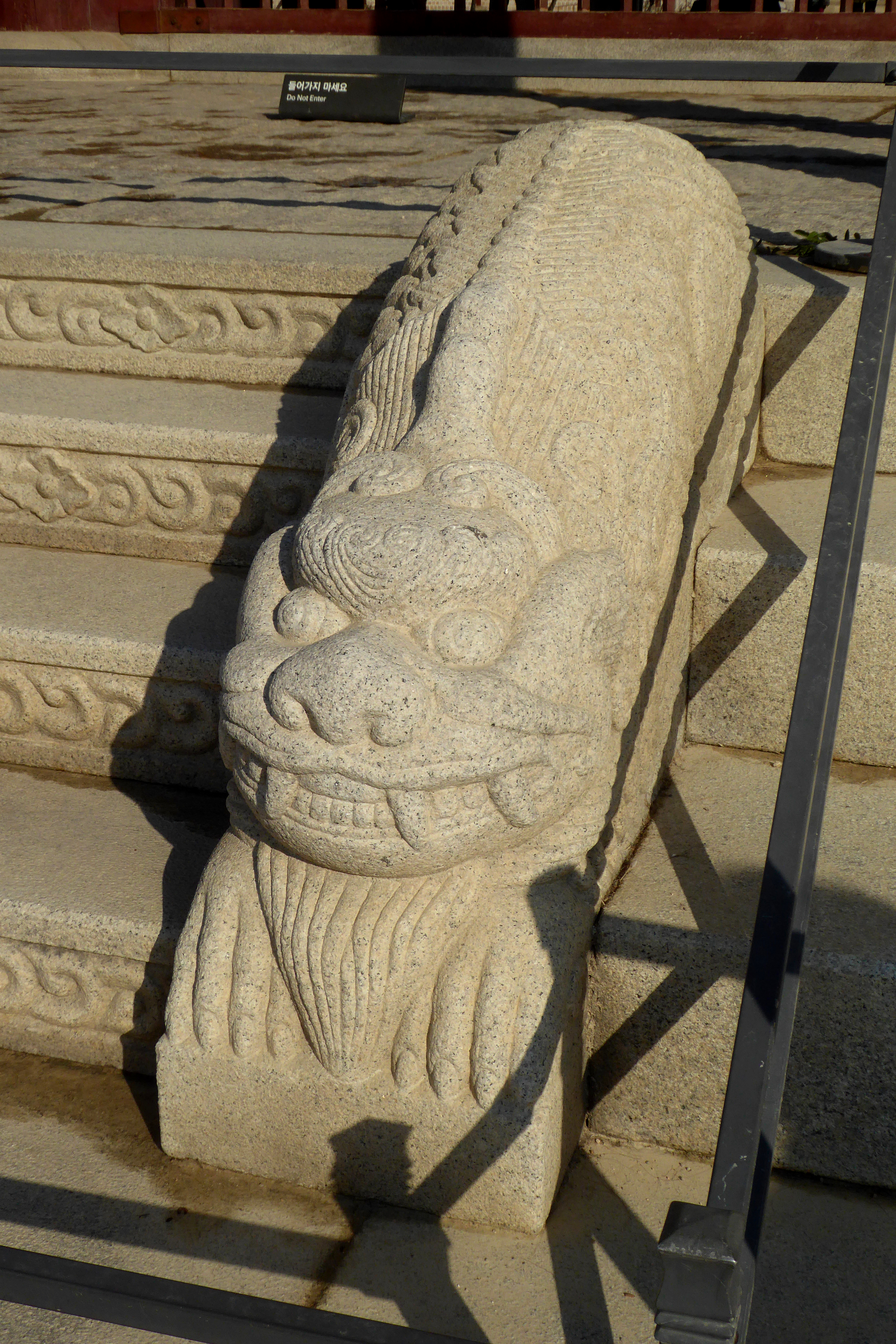
답도 난간석의 해태 조각
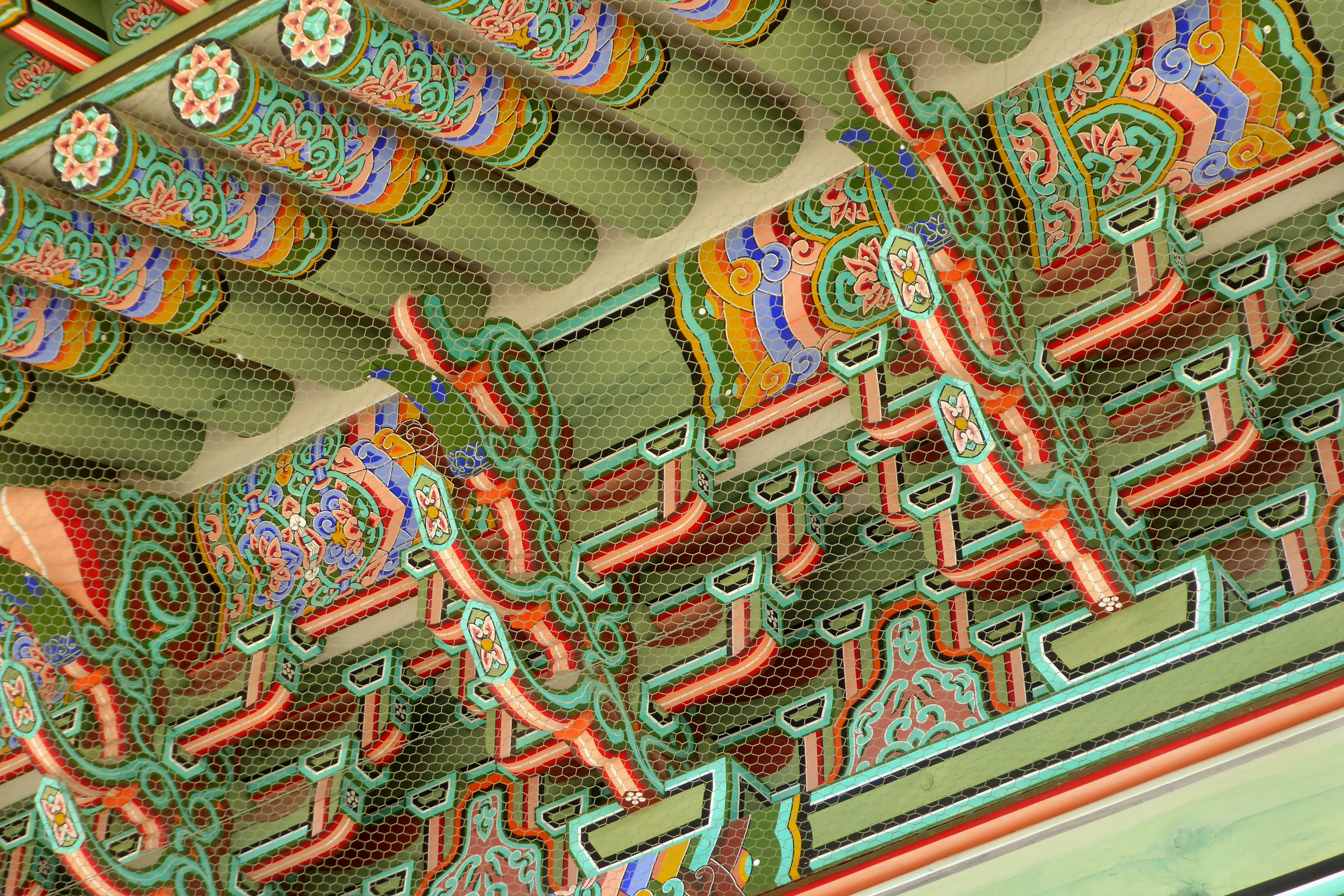
단청
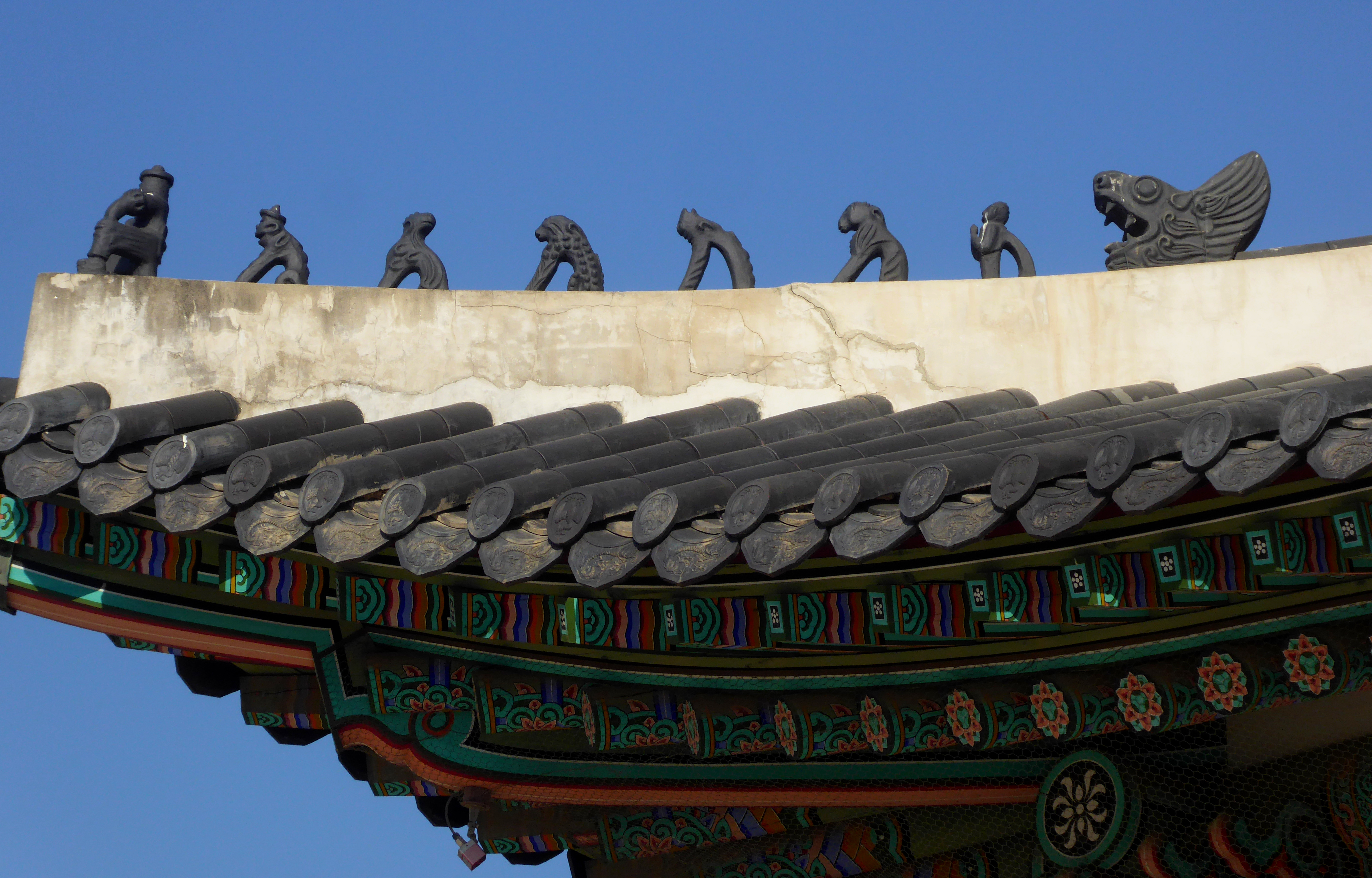
추녀

## 주해
1. ↑  午는 풍수지리적으로 남쪽을 의미한다.[1]
2. ↑  정면 3칸, 측면 2칸이고, 중층이며, 공포는 내7포 외5포, 기둥길이가 15자, 기동간격은 보칸이 15자씩이고 도리칸은 어칸 18자, 좌우협칸 16자로 기술되어있었다.
3. ↑  차일(遮日)은 해를 가리기 위해 치는 포장을 말한다. 현대에는 일(日) 대신 양(陽)자를 써 차양이라 한다.

## 같이 보기
- 경복궁
- 광화문
- 경복궁 후원

## 참고 문헌
- 궁궐지